# Bashantic
Bashantic är en ort i Mexiko.   Den ligger i kommunen Larráinzar och delstaten Chiapas, i den sydöstra delen av landet, 700 km öster om huvudstaden Mexico City. Bashantic ligger 2 001 meter över havet och antalet invånare är 384.
Terrängen runt Bashantic är kuperad åt sydväst, men åt nordost är den bergig. Runt Bashantic är det ganska tätbefolkat, med 166 invånare per kvadratkilometer. Närmaste större samhälle är Bochil, 13,1 km nordväst om Bashantic. I omgivningarna runt Bashantic växer i huvudsak städsegrön lövskog.